# Coelotes tokaraensis
Coelotes tokaraensis är en spindelart som beskrevs av Matsuei Shimojana 2000. Coelotes tokaraensis ingår i släktet Coelotes och familjen mörkerspindlar. Inga underarter finns listade i Catalogue of Life.